# Arrol-Johnston Dogcart
Arrol-Johnston Dogcart – samochód osobowy wyprodukowany przez brytyjskie przedsiębiorstwo motoryzacyjne Arrol-Johnston w roku 1897.
Nadwozie pojazdu wykonane było z drewna, podobnie jak koła, które wyposażone zostały w masywne opony. Do spowalniania służył ręczny hamulec, który działał bezpośrednio na tylne koło. Samochód ten wyróżniało zawieszenie z eliptycznymi resorami piórowymi.
Wyposażony był w trzy rzędy foteli (6 siedzeń), z których pierwszy zamieszczono z przodu pojazdu, drugi i trzeci rząd zaś umieszczone zostały za nimi, skonstruowane w taki sposób, że pasażerowie siedzieli plecami do siebie. 
Pojazd ten produkowany był w fabryce w Camlachie, na wschodnich krańcach miasta Glasgow.

## Dane techniczne Arrol-Johnston Dogcart

### Silnik
- F2, 3230 cm3[1]
- Układ zasilania: gaźnik[1]
- Średnica cylindra × skok tłoka: b.d.
- Stopień sprężania: b.d.
- Moc maksymalna: 10 KM (7,5 kW)[1]
- Maksymalny moment obrotowy: b.d.

### Osiągi
- Przyspieszenie 0-80 km/h: b.d.
- Przyspieszenie 0-100 km/h: b.d.
- Prędkość maksymalna: 40 km/h[1]